# Norra Åsjön, Uppland
Norra Åsjön är en sjö i Tierps kommun i Uppland och ingår i Forsmarksåns huvudavrinningsområde. Sjön är 4 meter djup, har en yta på 1,84 kvadratkilometer och befinner sig 12 meter över havet. Sjön avvattnas av vattendraget Forsmarksån (Nyböleån). Vid provfiske har bland annat abborre, björkna, braxen och gers fångats i sjön.

## Delavrinningsområde
Norra Åsjön ingår i det delavrinningsområde (670118-162136) som SMHI kallar för Utloppet av Norra Åsjön. Medelhöjden är 14 meter över havet och ytan är 9,62 kvadratkilometer. Räknas de 12 avrinningsområdena uppströms in blir den ackumulerade arean 200,2 kvadratkilometer. Avrinningsområdets utflöde Forsmarksån (Nyböleån) mynnar i havet. Avrinningsområdet består mestadels av skog (47 procent) och sankmarker (21 procent). Avrinningsområdet har 1,83 kvadratkilometer vattenytor vilket ger det en sjöprocent på 19,1 procent.

## Fisk
Vid provfiske har följande fisk fångats i sjön:
- Abborre
- Björkna
- Braxen
- Gärs
- Gädda
- Mört
- Sarv